# Йохан Адам фон Хунолщайн
Йохан Адам фон Хунолщайн (на немски: Johann Adam Vogt von Hunolstein; † пр. 2 март 1636) е фогт и господар на замък Хунолщайн в Морбах в Хунсрюк от младата линия на род „фогт фон Хунолщайн“.
Той е третият, най-малък син (8-о дете от 9 деца) на фогт Йохан IV фон Хунолщайн (1532 – 1579) и съпругата му Елизабет фон Хаген-Мотен (1540 – 1602), дъщеря на Каспар фон Хаген-Бушфелд († 1561) и Мария Барбара фон Щайнкаленфелс († сл. 1552).
Братята му са Йохан Швайкард фон Хунолщайн († 1626) и Вилхелм фон Хунолщайн († 1607).

## Фамилия
Йохан Адам фон Хунолщайн се жени на 10 октомври 1603 г. за Барбара Фелицитас Екбрехт фон Дюркхайм († сл. 1631), дъщеря на Куно Екбрехт фон Дюркхайм-Шьонек-Винщайн (ок. 1556 – пр. 1629) и Анна Ландшад фон Щайнах (1558 – 1596). Те имат седем деца:
- Мария Елизабет фон Хунолщайн (* 19 юли 1604), омъжена I. на 22 февруари 1631 г. в Зьотерн за фогт Николаус фон Хунолщайн († 25 декември 1640), син на чичо ѝ Йохан Швайкард фон Хунолщайн († 1626), II. на 5 май 1646 г. в Щайнкаленфелс за Еберхард фон Лайен († 24 март 1675, Бинген)
- Анна Маргарета фон Хунолщайн (* 19 април 1607), омъжена за Ото Лудвиг фон Вахенхайм
- Йохан Блайкард фон Хунолщайн (1609 – 1627)
- Антония Кунигунда фон Хунолщайн (1612 – 1635)
- Ото Филип Кристоф фон Хунолщайн (* 16 януари 1615; † 1681, погребан в Нидерзьотерн), господар на Зьотерн, женен I. 15 юни 1638 г. в Страсбург за София Барбара фон Дегенфелд († 18 март 1645); имат 4 деца, дъщеря на Кристиан Вилхелм фон Дегенфелд и Анна Урсула фон Люцелбург; II. 1650 г. за Мария Маргарета фон Геминген (* 4 септември 1631, Хорнберг; † погребана на 13 септември 1691 във Волфскелен), дъщеря на Райнхард 'Учения' фон Геминген (1576 – 1635) и Розина Мария фон Хелмщат († 1645)
- Йохан Албрехт фон Хунолщайн (* 6 ноември 1619; † 1635)
- Анна Катарина фон Хунолщайн (* 25 октомври 1622), омъжена на 4 февруари 1649 г. за Еберхард фон Зикинген-Оденбах-Шалоденбах († 5 май 1650/11 септември 1654), син на Йохан Готфрид фон Зикинген († 1622) и Анна Магдалена Маргарета фон Обентраут